# Халіл Таха
Халіл Таха  (5 червня 1932 — 27 липня 2020) — ліванський борець, олімпійський медаліст.

## Виступи на Олімпіадах
| Олімпіада      | Дисципліна                       | Місце |
| -------------- | -------------------------------- | ----- |
| Гельсінкі 1952 | греко-римська боротьба, до 73 кг | 3     |